# Route nationale 62 (Belgique)
 (août 2018).
Si vous disposez d'ouvrages ou d'articles de référence ou si vous connaissez des sites web de qualité traitant du thème abordé ici, merci de compléter l'article en donnant les références utiles à sa vérifiabilité et en les liant à la section « Notes et références ».
Pour les articles homonymes, voir Route nationale 62.
La route nationale 62 ou N62 est un ensemble de routes belge de 80 km, allant de Beaufays à Wemperhaardt. La route relie donc plus ou moins Liège au nord du Luxembourg.
Elle passe les villes et villages de :
- Beaufays
- Gomzé-Andoumont
- Louveigné
- Theux
- Spa
- Francorchamps
- Burnenville
- Malmedy
- Ligneuville
- Nieder-Emmels
- Sankt Vith
- Grüfflingen
- Oudler
- Dürler
- Malscheid